# 電車男 (テレビドラマ)
『電車男』（でんしゃおとこ）は、2005年（平成17年）7月7日より9月15日まで毎週木曜日22時 - 22時54分に、フジテレビ系列の「木曜劇場」枠で放送されていた日本のテレビドラマ。主演は伊東美咲・伊藤淳史。インターネットの電子掲示板から生まれた物語『電車男』をテレビドラマ化したもので、気弱なオタク青年と美人でお嬢様なOLの純愛物語。ドラマ内で山田を含むAちゃんねる住人達が使用する「漏れ（俺）」、「キターーーー（来た）」などの独特の用語は2ちゃんねる用語と呼ばれた。

## ストーリー
山田剛司（演・伊藤淳史）は都内の人材派遣会社に勤務するごく普通の心優しい青年。しかし彼は他人と話す事が苦手な「彼女いない歴＝年齢」の童貞で、アニメとゲームを愛するアキバ系オタクだった。
ある日、山田は電車内で若く美しい女性・青山沙織（演・伊東美咲）が酔っ払った男に絡まれて困っている様子を目撃する。勇気を振り絞って酔っ払いに注意した山田だが、足がすくんでしまい、結局酔っ払いを取り押さえたのは若くてイケメンのサラリーマン（演・山田孝之）だった。サラリーマンの勇敢さに対し自身の非力さを痛感した山田は、帰宅後、インターネット上の巨大掲示板「Aちゃんねる」の毒男（中国語版）スレ（独身男性が毒づくスレ）」に書き込む。
後日、沙織からエルメスのティーカップをお礼として贈られ、驚く山田。沙織は貿易会社に勤めており、その日は会社のパーティーの帰りであったという。勇気を出して救いの手を伸べてくれた山田の行動に感謝していたのだった。帰宅後、ことの顛末を再び「Aちゃんねる」に書き込むと、投稿を見たネット住民達は大いに盛り上がり、山田を「電車男」、沙織を「エルメス」と名付け、彼らの仲を取り持とうという動きが起こる。「お礼の電話の仕方」「デートの行き先」「デートに着ていくのに相応しい服装」などのアドバイスを山田が求め、掲示板の住人たちがそれに答えていくうち、お互いの顔や本名を知らない間柄にもかかわらず、「電車男」を中心として住人たちの間で不思議な団結力が生まれてゆく。
沙織との恋愛や友人、ネットの仲間達の関係を通じて様々な体験や試練を乗り越えて成長する山田の姿を描く。

## キャスト

### 主要人物
電車男/山田 剛司（やまだ つよし）
演 - 伊藤淳史
本作の主人公。自他ともに認めるアキバ系オタク。優しい心を持った純粋な青年であるが、冴えない風貌と気弱な性格が災いし、周囲からは酷い扱いを受けて不遇な日々を送っている。東京都武蔵境の実家に在住。誕生日は1982年7月7日。恋愛には縁が無く、今後も縁が無いものだと思っていた。
Aちゃんねるに自ら書き込んだプロフィールによると「年齢23、年収300 - 400万円、彼女いない歴＝年齢、アニメとゲーム好きのルックスもろアキバ系」とのこと。人材派遣会社「ワーカホリック」の営業部員。会社員になる前は高校および専門学校に通っていた。
オタクとしては薄いほうの人間（主にガンプラとボークス系のフィギュアを収集している）。好きなアニメは『月面兎兵器ミーナ』であり、オタク仲間の松永や川本と一緒にグッズを集め、ヒロイン声優の公開ラジオに足を運んでいる。主人公のミーナのポスターは自室のドアに貼られ、フィギュアは宝物でパソコンの横に飾られており、たまに話しかけることもあった。自身がオタクであることを沙織に告白した際に、宝物であるフィギュアをプレゼントした。
エルメス/青山 沙織（あおやま さおり）
演 - 伊東美咲
本作のメインヒロイン。東京駅近くにある外資系貿易会社 Graceful Trading に勤める会社員。華やかで人目を惹く美人である。お嬢様育ちで気立ても良く、心優しい性格。東京都武蔵野市の実家に在住。最寄り駅は吉祥寺駅。誕生日は1979年8月21日。
以前交際していた瀬野に妻子があることを隠されていたことがトラウマになり、恋愛に臆病になっていた。嘘に敏感になった切っ掛けでもある。
山田に助けられたお礼として「エルメス」のティーカップを贈る。そのことから、Aちゃんねるの仲間より「エルメス」と呼称される。作中で、彼女が山田にふるまったベノアの紅茶（「ピュア・ダージリン」）は一大ブームを呼んだ。使用されたカップ&ソーサーは「エーゲソレイユ・サン」で、映画版電車男で使われた「シェーヌダンクル」とは別シリーズである。

### 沙織の職場関係者
観月 裕子（みづき ゆうこ）
演 - 須藤理彩
沙織の会社の先輩。30歳間近で交際相手がいない現状に焦っている（後に松永と付き合うようになる）。強気だが優しく、失恋して詐欺に遭った松永を叱咤して励ました。DELUXEでは松永に「ゆうこりん」と呼ばれていた。松永と交際するようになってから彼のオタク趣味を共有するようになったらしく、同室で漫画を読んだりしている。
沢崎 果歩（さわざき かほ）
演 - 佐藤江梨子
沙織の同僚であり親友。何でも相談できるお姉さん的存在。オタクに対して偏見と嫌悪感を抱いており、沙織が嬉々として紹介する剛司に対しても訝しんでいた（初期はお邪魔キャラとしての性格が強く、登場シーンではダース・ベイダーのテーマが流れていたが、徐々にそのポジションを陣釜に奪われていくことになる）。しかし、Aちゃんねるでの電車男＝剛司の純粋な姿勢に心打たれ、沙織との交際を応援し、後押しするようになる。

### 沙織の家族
青山 啓介（あおやま けいすけ）
演 - 速水もこみち
沙織の弟。イケメン青年。陣釜とは初対面で意気投合し交際していたが、掲示板のことを誤解し、剛司や掲示板のことを馬鹿にした発言をしたせいで愛想を尽かされ、別れを告げられた。前述のように剛司が書き込みしている掲示板のことが原因で沙織を傷つけたと誤解して剛司を殴りつけるが、掲示板を最後まで読み沙織のことを真剣に考えていることを感じ、殴ったことを謝罪した。特別編『DELUXE』では登場しない。
青山 由紀（あおやま ゆき）
演 - 秋吉久美子
沙織といると友達にも見える若々しくておしゃれな母親。
青山 健吾（あおやま けんご）
演 - 山下真司
沙織の父親。貿易商をしているらしい。由紀とは後に離婚した。しかし剛司の台詞に幾分か考えさせられているようである。1952年5月4日生まれ。
山崎 照光（やまさき てるみつ）
演 - 藤村俊二
沙織の祖父。従業員3000人を率いる会社の社長。特別編『DELUXE』で登場。前園から資金提供を持ちかけられ、沙織と前園の縁談を認めるよう要求された。

### 沙織の周辺
桜井 和哉（さくらい かずや）
演 - 豊原功補
沙織と啓介がホームステイをしていた時に面倒をみていた兄貴分的な存在。沙織に思いを寄せており、沙織と剛司の仲を妨害しようとするが、最終的には必ず自分がドツボにはまる。部下である猪俣を通じAちゃんねるの存在を知る。毒男（独身男）板を見るようになり、剛司が電車男として書き込みをしていること、「電車男＝山田剛司」「エルメス＝青山沙織」であることに気づく。一度、電車男を騙って自分の印象をよくし、剛司を貶めるような書き込みをしたが、偽者とバレてしまっている。
本人は否定しているが、重度のラジコンカーオタク。利き手は左。
愛車は三菱・ランサーエボリューションだが、作中3度も盗難に遭っている（第8話（エボIII）、最終話（エボIX）、特別編『DELUXE』（エボIX。ただこのSPはホンダと日産がスポンサーだった影響からかエンブレムは隠され「ランエボ」の固有名詞も出なかった））。
終盤では陣釜といい仲になるが、やはり騙されて終わる。
井村 駿平（いむら しゅんぺい）
演 - 大倉孝二
第5話で登場した沙織に付きまとっていたストーカー。隠し撮りした沙織の写真を自分の部屋一面に貼り付けるだけでなく、沙織の家に送りつけて、自分の存在を誇示した。剛司の調査でストーキングが明らかになる。女性とほとんど話をしたことがなく、沙織に振り向いて欲しかったと語った。自分がやっていたことは沙織を悲しませることしかできないと悟り、沙織のベストショットとして笑みを浮かべながら剛司と並んで歩いている写真を渡した（この写真は剛司の部屋の額縁に飾られることになる）。その後、田舎に帰った。
瀬野（せの）
演 - 葛山信吾
第3話、第4話。果歩に紹介される形で沙織と交際するが、妻子持ちでありながらそれを隠して沙織と2年間交際していた。さらに沙織にプロポーズもし、子供の人数などの将来設計まで語り合っていた。しかし、妻がいることが沙織に発覚したため、沙織と別れた。
沙織と別れた後、すべてを失って車の中で路上生活を送っていた。偶然毒男スレを知り閲覧すると、電車男の趣味「ネットサーフィン」を波乗りの「サーフィン」とエルメスに誤解されてしまったことが話題となっていた。スレッドでは真実を伝えるべきかそれとも電車男が波乗りを習得した方が良いのか、それは嘘をついたことになるのか？など議論が交わされていた。瀬野は体験談として、「嘘を覆い隠すとまた嘘をつかなければならない」と指摘。自分はその代償として全てを失ったことを告白し、電車男に自分と同じ過ちをして欲しくないと投稿した（エルメスが沙織とは知らない）。活字に書き起こし、自身と向き合えたことで気持ちの整理が出来た。霧が晴れたような表情で車を降りて雨の中へと消えた。
前園（まえぞの）
演 - 北村一輝
特別編『DELUXE』のみ登場、IT企業「CYBER NEXT」社の若き社長。“株の魔術師”の異名を持つ。
桜井とはロス時代に知り合った旧知の仲。秋葉原でのビジネス展開を計ろうと目論んでいたところ、桜井の軽い一言がきっかけで、1,000万円の懸賞金をかけた「秋葉原オタク産業開発企画 -電車男捕獲計画-」を企画する。

### 剛司の職場関係者
陣釜 美鈴（じんかま みすず）
演 - 白石美帆
人材派遣会社のOL。美人だが性格は凶暴。担当営業の剛司を奴隷扱いし、苛めるが、何だかんだ剛司を気に掛けて可愛がっている。
剛司の前に現れるときには必ずスター・ウォーズ・シリーズの「ダース・ベイダー」のテーマが流れる。剛司の携帯も美鈴からの着メロも同曲が登録されている。
ふとしたことで「Aちゃんねる」の毒男スレを見つけることになり、剛司が毒男スレで電車男として書き込みをしていることを知った。美鈴自身も毒男スレに書き込みをしている。「電車男＝山田剛司」「エルメス＝青山沙織」であることを知る人物。電車男とエルメスの恋の成就を実は誰よりも願っていた。
剛司以外なら、どんな男性でも虜にしてしまう魔性の女。理想の男を求めて、世界中を飛び回っている。美鈴に捨てられたことが原因で女性不信になった男性達によって「陣釜美鈴被害者の会」なる団体が結成されている（啓介、桜井も入会している）。「陣釜美鈴被害者の会」の調査結果によると、美鈴はアラブの大富豪を含む数々の男達から旅行資金を調達した後に日本を離れ、ここ一年、中国→タイ→インド→イラン→サウジアラビア→バチカン市国→スペイン→ドイツを旅し、各国の男性とロマンスを繰り広げては被害者を増やした。一度日本に帰国したあとタヒチ、そして南米はペルーへと旅立っている。
黒木 文人（くろき ふみと）
演 - 佐藤二朗
剛司の上司。気弱な剛司をいじめるのが、何よりの楽しみ。強きを助け、弱きを挫く典型的な嫌な上司だが、一方で剛司が描いた絵を素直に褒めたり、演じている佐藤のコメディリリーフ的な演技も相まって、どこか憎めない人物。無断出勤（?）等の度々なる剛司の行動に業を煮やし、ついに解雇しようとしたが、よしとしない及川によって降格、出世の道を絶たれたと思い脱サラして「失恋レストラン」を経営した（現在及川達が勝手に開いている「陣釜美鈴被害者の会 相談所」の被害者が世界中から押し寄せ、そのおかげで繁盛しているらしい）。
及川 尚人（おいかわ なおと）
演 - 前川泰之
剛司の同僚。社長の息子でもある。美鈴に手を出して振られる。後に上司になり、剛司の良き理解者となる。現在副業（?）として、脱サラした黒木が経営している「失恋レストラン」にて、勝手に「陣釜美鈴被害者の会 相談所」を開設、相談役として世界規模の被害者の相談を受けているらしい。

### 剛司のオタク仲間など
松永 勇作（まつなが ゆうさく）
演 - 劇団ひとり
剛司のオタクの師匠格。名古屋の資産家の息子。自称足首フェチ。お調子者で空気が読めないが剛司のピンチには体を張る等、良きオタク仲間である。
「ギター男」というハンドルネームを持っており、電車男が現れる約半年前に毒男（独身男性）のスレで恋愛の相談を受けていた（結果的に「壺売り（300万円でボロギターをつかまされた）」に遭い、失恋した）。後に合コンで出会った観月裕子にアプローチされ、彼女を憎からずは思っていたが、上記のことから女性恐怖症に陥っていたため適当な理由で裕子を振って怒らせ、去り際に回し蹴りされる。どうやらM気質であるらしく、それが決め手となり逆に裕子に思いを寄せるようになる。
後に電車男に励まされ、2005年9月22日19時、コンサート会場（東京ドーム前のビジョンに映し出されているが、実際の撮影はさいたまスーパーアリーナで行われた）を借りきってブルースを演奏、裕子に告白し、牛島や果歩の後押しもあり、めでたく付き合うようになった（しかし尻にしかれているようである）。
資産家の息子なので（年収3000万円）、お金の面では全く問題がないのだが、いつも首に下げている緑色の財布（中には現金、印鑑、クレジットカード等が入っている）が文字通り「命綱」で、これを無くすと文字通り東京で「遭難」の状態になるらしい。
劇中でゲームセンターで遊んでいたゲームはバトルギア4。
名古屋の実家に在住しているが、週末には東京の秋葉原に来ている。5話の合コン辺りから裕子に告白する頃まで、電車男のエルメスの恋を見届けるために（とある理由で名古屋で一人でスレを見るのが怖いため）、川本のアパートに勝手に居候していた。川本と共に「電車男＝剛司」だと何度か気付きそうになるが、信じようとしなかった。『DELUXE』の終盤で裕子に聞かされて、やっと電車男が剛司だと信じる。
「海亀の産卵」という一発芸を持っている。第6話で初演、スペシャル、特別編『DELUXE』でもやっていた（物事を考える時にも、海亀の産卵のまねをするらしい）。
川本 信二（かわもと しんじ）
演 - 菅原永二
理論派アニメオタク。本人にオタクの自覚はない。関東に在住。山田、松永の2人とは「○○氏」と呼び合っている。松永と比べると空気が読める上、脱オタからオタクに戻る際に剛司から譲渡されたフィギアの返還を求められた際は快く応じる等良識もある。
同人活動もしているらしい。
潔癖症で、手を洗う際には指一本ずつ洗ったり、部屋も毎日整理整頓していたり、フィギュアを声優別に並べたりしている。
剛司の妹の葵に一目惚れして告白したが「彼氏がいる」と断られ失恋した。
掲示板「Aちゃんねる」の毒男スレを見ており、松永と共に電車男＝剛司だと何度か気付きそうになるが、信じようとしなかった。『DELUXE』の終盤で裕子に聞かされて、やっと電車男が剛司だと信じる。ドジャース時代の野茂英雄のTシャツを好んで着る。
武田 花梨（たけだ かりん）
演 - 小出早織
剛司たちのバイブルアニメ『月面兎兵器ミーナ』のヒロイン声優。掲示板「Aちゃんねる」の毒男スレで書き込みをしていた。今まで事務所に流されるままに活動していたが、毒男スレの電車男に励まされ、自分の夢である演劇の勉強をするためにアメリカのロサンゼルスへ留学した。DELUXEでは一時帰国、公開ラジオ番組に出演していた。

### 剛司の家族近辺
山田 葵（やまだ あおい）
演 - 堀北真希
剛司の妹。兄とは違い、活発な性格でイマドキの女子高生。オタク嫌いで、物心付いたときから兄には嫌悪感を持っていた。しかし、恋愛を通して変わっていく姿を見ているうちに敬意を持つようになった。
山田 恒生（やまだ こうき）
演 - 岸部シロー
剛司の父親。自転車店経営、妻の香澄とは恋愛の末に結ばれた。しかしその道のりは長く、香澄の家に何回も「無言電話」をかけたり、「後を着けたり家の前をうろついたり」、「彼氏にノイローゼになるまでいやがらせをしたり」と、当時の法律ギリギリの行為をしたらしい。
山田 香澄（やまだ かすみ）
演 - 戸田恵子
剛司の母親。山田家の会話上では何度か登場したが、留守がちで、実際に登場したのは最終話のみ。独身時代は非常にモテる女性だったらしく、恒生からの猛アタック（前述のとおり、当時の法律ギリギリの行為）を受けた後に結婚した。「そこの○○！」「生意気ね」など、機動戦士ガンダムで戸田が演じていた台詞が多かった。
山田 マチルダ（やまだ まちるだ）
演 - 不明
最終回から特別編『DELUXE』の間の時期に恒生・香澄の間に生まれた山田家の次女。名前の由来は、前述の機動戦士ガンダムで戸田が演じていたキャラクター、「マチルダ・アジャン」から。尚、誕生日は2006年4月18日である。
カケル
演 - 横田剛基
剛司の家の近所に住むゲーム仲間の少年。剛司のことを「長老」と呼んでいる。父親は「Aチャンネル」で「車掌です」というハンドルネームを持っている。親子2代の鉄ヲタで、駅名を連呼するのが趣味。
ミツル
演 - 佐野剛基
剛司の家の近所に住むゲーム仲間の少年。
なお、2005年7月25日放送の同局のクイズ番組「ネプリーグ」に「電車男チーム」として伊藤淳史、須藤理彩、佐藤江梨子、速水もこみち、岸部シローの5人が参戦した。

### ネットの住人達
ネットの住人達は電車男とは電子掲示板「Aちゃんねる」のみでやり取りをしている。
ベノアティー飲みたさに喫茶店ベノア、電車男を励ますために秋葉原、スペシャル版ではギター男の告白のために東京ドーム、DELUXEでは入客を妨害するために電車男ミュージアムと、計4回は一部のネットの住人達が一定の場所に集まったことがあるが、お互いがオフライン（現実世界）でリアルな会話をした描写は確認されていない。
一部のネットの住人達がめちゃ2イケてるッ!のフジTV警察24時、翼の折れた天使たちにもゲスト出演した。
皆本 宗孝（みなもと むねたか）
演 - 小栗旬
東京都港区在住。掲示板「Aちゃんねる」の毒男板の管理人。国際PCプログラミング競技会入賞経験を持ち、PCだらけの部屋で、家に引きこもっている。アスキーアートの達人。掲示板で山田に対して「電車男」と名づけた最初の人物。
過去に友人と会社を立ち上げようとしたが、信頼していたその友人に資金を持ち逃げされ、人間不信に陥り、彼女の涼子に何も言わずに姿を消した。
電車男が入院して毒男スレが暇になった時、涼子が作成したニワトリを元に性別とキーワードを入力してニワトリの返答を楽しむサイトを作成。それがきっかけで涼子と掲示板でやり取りをし、涼子の提案で「電車男とエルメスの恋が成就したら再び逢いましょう」と約束。めでたく昔在学していた大学の中庭にて再会、よりを戻した。マウスの利き腕が左のようである（小栗自身が左利きのためだと思われる）。ハッキングの技術ももっていてDELUXEでは電車男を守るためにCYBER NEXTのコンピューターをクラッキングし、電車男ミュージアムにおいて毒男スレを中継させた。なお、皆本のアスキーアートは出来の素晴らしさもあり、現実の視聴者やファンからも好評だった。
牛島 貞雄（うしじま さだお）
演 - 六角精児
大阪市淀川区在住。熱烈な阪神タイガースファン。スペシャルでは、牛島が自分のことのように電車男を応援していた辛い背景が明らかにされる。しかし、電車男とギター男の言葉に励まされ2005年9月22日約18時（ギター男＝松永が裕子に告白した日と同じ日）、コリアンパブ「華阪神（かはんしん）」のホステス、ティファニーに告白、めでたく付き合うようになった（現在同棲中）。
スレへの書き込みの際、声を出しながら書き込むクセがある。
作中でパソコンが故障したものの、自力で修理をしている。
軍事オタク（ミリオタ）仲間からは「軍師」と呼ばれている（牛島はハンドルネームを使用していないが、独特の文体から牛島の書き込みだと分かるらしい）。
浅野 真平（あさの しんぺい）
演 - 山崎樹範
愛知県南知多町在住。大学生だが、引きこもりのアニメオタクであり、室内に『Memories Off』や『ホームメイド 〜終の館〜』などといったギャルゲーのポスターを貼っている。電車男卒業の後、今までより多く外出するようにしている。彼女は未だに出来ていない（ドラマ版ではベノアティー飲みたさにベノアと、電車男を励ますために秋葉原へと、そしてスペシャルではギター男の告白を見に東京ドームへ、DELUXEでは入客を妨害するために電車男ミュージアムへと、4回外出している）。
橋爪 涼子（はしづめ りょうこ）
演 - 桜井千寿
普段はハンドルネームを使用していないが、文章において時々「自分は女ですが」「私女だけど」と断り書きをしながら女性の視点で投稿していた。
皆本の元恋人で、自分の前から姿を消した皆本とやりなおしたいと望んでいた。皆本が性別とキーワードを入力してニワトリの返答を楽しむサイトを作成した際に使われたニワトリは涼子が描いたものである。皆本とコンタクトをとる際に一度だけ文章中で自分のことを「ニワトリ女」と名乗った。皆本が作成したサイトをきっかけに、めでたく皆本とよりを戻し現在交際中。ネイルアートが趣味。
一坂 進（いちさか すすむ）
演 - 温水洋一
自動車教習所に通っており、めでたく就職先の女性と結ばれた。
同クールに放送されていたドラマ「スローダンス」にも"一坂進"として同じキャラ設定で出演している。
富永（とみなが）
演 - 我修院達也
世界一周の旅に出ている謎の中年。「詳細キボンヌ」が口癖。世界中の至る所から掲示板に書き込みをしている。
カップル男
演 - なすび
福島県会津若松市在住。ハンドルネームは「名無しカップル男」。カップル女と同棲している貧乏な男。
カップル女
演 - 田村たがめ
ハンドルネームは「名無しカップル女」。カップル男と同棲している貧乏な女。特別編『DELUXE』では出産のために実家へ帰っていたため登場しなかった（実際、演じている田村もこの時期産休中だった）。
車掌
演 - 土井よしお
ハンドルネームは「車掌です」。息子のカケルは剛司のゲーム仲間。親子2代の鉄ヲタ。
中年男性
演 - 掛田誠
石川県金沢市在住。いつも酒を飲んで酔っ払っている。
ミリオタ
演 - 村上航
山梨県旧上九一色村在住。自称「山梨方面第8部隊通信兵」。本人は気づいていないが、コミケ会場での警備員のバイト中、リアルの電車男とエルメスに会っている。東京マルイ製の電動ガン、MP5を所持している。
予備校生
演 - 小嶌天天
秋田県八郎潟町昼寝下在住。明治大学志望の予備校生。ハンドルネームは「明治一直線」（元ネタは「東大一直線」）。ビン底メガネを着用。DELUXEでは（念願の明治大学に合格・入学したことで）ハンドルネームを「明治命」に改名。在学中にめでたく彼女も出来た。
鏡萌（かがみ もえ）
演 - 野水伊織
コスプレ少女。眼鏡っ娘でメガネを大量に所持している。
筋肉猛男
演 - 弓田真好杜
格闘技マニアで、自身も筋肉質。
岸和田（きしわだ）
演 - 波岡一喜
おそらく大阪府岸和田市在住。ハンドルネームは「きしわだ」。関西弁で喋るパンクヲタ。めでたく彼女が出来た。
川端やすなり
演 - 矢柴俊博
ハンドルネームは「川端やすなり」。「ぞなもし」が口癖。文学マニア。文筆系の同人誌も発刊している。10話では電車男を励ますために急遽電車男を題にした本を発刊、秋葉原の書店に出している。
フリーター
演 - 本田誠人
常時マンガ喫茶にいて、赤いジャージを着ている。職業はフリーターらしい。九州地方の方言でしゃべるが、掲示板に書き込むときは標準語にしている。
萌田（もえた）
演 - 水野智則
ハンドルネームは「萌え男」。アイドルヲタ。電車男が告白するまでは「ルーズソックスフェチ」だったが、卒業式を節目に「パンストフェチ」になると堂々と公言した。
さちよ
演 - 中島陽子
ハンドルネームは「おばちゃん」。ワイドショー好き。どうやら彼氏（と言うか、亭主）が出来たらしい。
ザスパ
演 - 松尾諭
ハンドルネームは「ザスパ」。サッカーヲタ。ザスパ草津（現在のザスパクサツ群馬）のサポーター。もう一つの最終回スペシャルにおいて、夜中の電車男の卒業式で1000スレの後、スーツを着ていた。
骨川 洒落男
演 - 豊永利行
ギャルゲー好き少年。常時赤のシャツを着ている。様々な知識を持っている情報通で、毒男スレでは「情報班」扱いされている。冷めやすい性格。
嫌味冬彦
演 - 山中崇
声優ヲタ。ピンクのハッピを着用。
池面男
演 - 加瀬尊朗
靴およびスーツマニア。電車男を励ますために秋葉原の「万世」や「石丸電気」などに垂れ幕を掲げさせる等、社会的にはそれなりの地位にいるようである。 本編最終話で陣釜美鈴に靴を貢いでいたことを明かした。その後、めでたく彼女も出来た。
DVD特典によれば、一流企業勤務で役職付きの設定である。オフィスから掲示板にアクセスしている設定だったが、初回以外は撮影場所が確保できず、背景に靴を飾り急場を凌いだという。
飛田 行機（とびた こうき）
演 - 海老原敬介
自家用機を所有するほどの航空ヲタ。職業は某航空会社の機長で、陣釜に会うためにフライトスケジュールを変更したと本編最終話で告白した。陣釜が海外へ高飛び（?）する際に、騙されて手引きした節もある。家では主にジャージを着ている。
主婦
演 - 菊間千乃
第1話のみ登場。鹿児島県在住。夫からの暴力に苦しみ、部屋に引き篭もっているブロガー。そのためずっと怯えるばかりだったが、一歩前に踏み出した電車男に勇気づけられ、恫喝し続ける夫に対し、自分は家政婦ではないと反論した。2005年9月、2006年正月の特番再放送では橋爪涼子に差し替え（本編の再放送ではそのまま流されている）。
木下 寛一（きのした こういち）
演 - 塚地武雅（ドランクドラゴン）
北海道愛別町在住。第1話、第2話、第10話以降。リストラが原因で、離婚届を置いて家を出た。掲示板にて電車男を励ましている内に自分も勇気付けられ奮起し、妻とよりを戻して再出発を誓った。
手塚（てづか）
演 - 鄭龍進
第1話から第3話、第10話以降。足を負傷したため自室にこもっているバスケプレイヤー。一向に快復しない現状に苛立ち、リハビリも怠りがち。強いストレスと将来の不安から、明るい未来を夢見ている電車男スレを荒らしていた。しかし、電車男の頑張りに心を動かされリハビリを再開する。無事に回復してバスケに復帰すると毒男スレで公言した。
葉山 薫（はやま かおる）
演 - 皆藤愛子
第4話、第5話。難病のため入院治療をしている女性。掲示板の電車男のがんばりを応援し、彼女自身も励まされている。
秋葉カンペー
演 - 堀内健（ネプチューン）
第8話、第10話以降。第7話にて初登場。ガンダムオタで、常時アムロ・レイの制服を着用、デラックス版でのマチルダのフィギュアは元々この男のもの。
厨房
演 - 伊藤隆大
第10話以降。中学生。エルメスに知られるほど毒男スレが世間で話題になった時、「厨房の俺が参加しているくらいだからな」と投稿した。
日本兵
演 - 梶原雄太（キングコング）
第10話以降。
『エヴァ』オタク
演 - 少路勇介
海洋堂系のフィギュアも収集している。第10話以降。
計33名

### ゲスト

#### 連続ドラマ
第1話 「100万人が見守った恋の行方」
- 酔っ払い・権藤 - 泉谷しげる

電車内で沙織に絡んでいた中年の酔客（最終話にも出演）
- 酔っ払いを取り押さえる若いサラリーマン - 山田孝之 ※カメオ出演。映画版では「電車男」を演じ、映画版のラストに同じ構図のシーンが存在する。
- 剛司にスライサーを売りつけた実演販売の男 - マーフィー岡田
- DELUXE イベントの司会 - けーすけ（第3話、第10話）

第2話 「初デートへ向け大変身」
- 充電器買い占め男 - 城咲仁

第3話 「初デートに大ピンチ」
- 桜井の部下・猪俣 - 坂本あきら

第4話 「夏!サーフィン大特訓」
- レストランのボーイ - 小木博明

第5話 「ストーカー撃退大作戦」
- 沙織の上司 - 芹澤名人
- ストーカー事件の際の警官 - 隈部洋平

第6話 「告白は波乱の幕開け!」
- 花梨のマネージャー・平尾 - 平賀雅臣

第7話 「脱オタク!!涙の誕生日」
- ラジオのDJ - みんしる

第8話 「復活!!涙のオタク激白」
- 桜井のランエボを盗んだレディースA - 上原あい（最終話）
- 桜井のランエボを盗んだレディースB - 藤木えみ（最終話）

第9話 「最終決戦は悲劇の予感」
- 桜井が用意した偽剛司 - エスパー伊東

第10話 「最終章!奇跡の大逆転」

最終話 「史上最大の告白!!涙の卒業式」
- ラジオのDJ - 山本シュウ
- 本人役 - サンボマスター

#### もうひとつの最終回スペシャル
- 松永のメル友、美代子 - 岩佐真悠子
- 美代子の恋人 - 井澤健
- コリアンパブ「華阪神（かはんしん）」のホステス、ティファニー - ソニン
- 牛島に金を貸した借金取り - 小川直也
- 松永が寿司を頼んだすし屋 - 布川敏和

#### DELUXE 最後の聖戦
- 沙織の祖父、照光 - 藤村俊二
- 前園 - 北村一輝
- 剛司を追いかけるヲタク兄弟 - 次長課長
- 一坂花枝 - 松野明美※『スローダンス』と同じ役での出演。
- 前園の秘書 - 吉瀬美智子
- ヲタク - 菊地秀規
- ヲタク - 斎藤恭央
- バイト先の上司 - 藤田憲右
- ヲタク - かわのをとや
- ヲタク - トップリード
- 松永にインタビューしたリポーター - 戸部洋子
- 本人役 - AKB48
- 剛司の工事のバイト先の用具係、カール - ダンテ・カーヴァー
- アミュージアムステージ前に立つ女子高生役 - 高橋みなみ（当時AKB48）
- アミュージアムステージ前に立つ女子高生役 - 中西里菜（当時AKB48）

## スタッフ
- 脚本 - 武藤将吾、徳永友一
- 音楽 - Face 2 fAKE
- 企画 - 鈴木吉弘
- プロデューサー - 若松央樹、川西琢（大映テレビ）
- 演出 - 武内英樹、西浦正記、小林和宏
- 制作著作 - フジテレビ

※一部のスタッフは出演者として本編に登場した。

## オープニング曲・主題歌・挿入歌
- オープニング曲：エレクトリック・ライト・オーケストラ(E.L.O.) 「トワイライト」(アルバム"タイム"収録)
- 主題歌：サンボマスター「世界はそれを愛と呼ぶんだぜ」（Sony Records）
- 挿入歌：C-C-B「Romanticが止まらない」
- 挿入歌：スティクス「ミスター・ロボット」
- 挿入歌：アース・ウィンド・アンド・ファイアー「宇宙のファンタジー」
- 挿入歌：椿「Sea of love」（東芝EMI）

このほか、ガンダム関係の曲（井上大輔の「風にひとりで」など）や、山下真司登場時にはスクール☆ウォーズ主題歌の「ヒーロー HOLDING OUT FOR A HERO」（麻倉未稀）もBGM的に使用されたが、権利上の問題があったのか、DVD化の際には他の曲（ガンダム関係ではやしきたかじんの「砂の十字架」など）と差し替えられた。もうひとつの最終回では、薬師丸ひろ子の「セーラー服と機関銃」も流れた。DELUXEでは、宇宙戦艦ヤマトシリーズのBGMも多用された。
『さよなら銀河鉄道999 アンドロメダ終着駅』の「メインテーマ〜新しい旅へ〜」もBGMとして使用されている。
オープニングの「トワイライト」は話題になり、その後もフジテレビの番組（めざましテレビ等）で秋葉原がテーマになる企画などにはかなりの確率で「トワイライト」がBGMとして使用される。
また、フジテレビがアメリカ合衆国のケーブルテレビで放送した際は、著作権の関係でオープニングが他のインストゥルメンタルの楽曲に差し替えられたほか、「インペリアルマーチ」（ダース・ベイダーのテーマ。山田の携帯電話に陣釜から電話がかかる際の着メロ）なども同様の理由で差し替えとなった。

## オリジナルサウンドトラック
製作者：Face 2 fAKE
販売日：2005年8月24日
ラベル：ソニーミュージックエンタテインメント
| Track list                                              |
| ------------------------------------------------------- |
| 1. トワイライト                                         |
| 2. START ME @ STARTING LOVE - 月面兎兵器ミーナ          |
| 3. a fateful encounter                                  |
| 4 もちつけ俺... ((((;°д°)))                             |
| 5. 名無しさん                                           |
| 6. 喰っちゃったんですか??                               |
| 7. 詳細キボンヌ                                         |
| 8. めしどこか たのむ                                    |
| 9. キタ───────(°∀°)───────!!!!!                         |
| 10. 毒男                                                |
| 11. 哀愁のWaltz                                         |
| 12. steal up...                                         |
| 13. ちゃんと掴んでますからw                             |
| 14. グレイスフルトレーディング                          |
| 15. ベアノティー ( ´─`)                                 |
| 16. sea of love 〜instrumental version〜                |
| 17. エルメス                                            |
| 18. ちゃんと掴んでますからw 〜Acoustic Guitar version〜 |
| 19. 世界はそれを愛と呼ぶんだぜ 〜Bluesharp version〜    |
| 20. sea of love 〜English version〜                     |
| 21. 宇宙のファンタジー                                  |
| 22. コーリング・オール・エンジェルズ                    |
| 23. ダウンタウン・トレイン                              |
| 24. Twilight 〜A.Piano version〜                        |

## 放送日程

### 連続ドラマ（2005年）
| 各話                                                       | 放送日        | サブタイトル               | 脚本     | 演出     | 関東地区 | 関西地区 |
| ---------------------------------------------------------- | ------------- | -------------------------- | -------- | -------- | -------- | -------- |
| 第1話（始発）                                              | 2005年7月07日 | 100万人が見守った恋の行方  | 武藤将吾 | 武内英樹 | 18.3%    | 16.7%    |
| 第2話                                                      | 2005年7月14日 | 初デートへ向け大変身       | 武藤将吾 | 武内英樹 | 21.3%    | 20.0%    |
| 第3話                                                      | 2005年7月21日 | 初デートに大ピンチ         | 武藤将吾 | 武内英樹 | 20.0%    | 16.1%    |
| 第4話                                                      | 2005年7月28日 | 夏!サーフィン大特訓        | 武藤将吾 | 西浦正記 | 21.0%    | 15.4%    |
| 第5話                                                      | 2005年8月04日 | ストーカー撃退大作戦       | 武藤将吾 | 西浦正記 | 18.3%    | 17.3%    |
| 第6話                                                      | 2005年8月11日 | 告白は波乱の幕開け!        | 徳永友一 | 武内英樹 | 19.5%    | 15.3%    |
| 第7話                                                      | 2005年8月18日 | 脱オタク!!涙の誕生日       | 武藤将吾 | 小林和宏 | 21.0%    | 17.1%    |
| 第8話                                                      | 2005年8月25日 | 復活!!涙のオタク激白       | 武藤将吾 | 武内英樹 | 19.9%    | 16.3%    |
| 第9話                                                      | 2005年9月01日 | 最終決戦は悲劇の予感       | 武藤将吾 | 西浦正記 | 22.5%    | 20.3%    |
| 第10話                                                     | 2005年9月15日 | 最終章!奇跡の大逆転        | 武藤将吾 | 武内英樹 | 24.1%    | 17.7%    |
| 最終話                                                     | 2005年9月22日 | 史上最大の告白!!涙の卒業式 | 武藤将吾 | 武内英樹 | 25.5%    | 18.9%    |
| 平均視聴率 21.2%（視聴率は関東地区・ビデオリサーチ社調べ） |               |                            |          |          |          |          |

### 特別編（2005年）
| 放送日        | サブタイトル                                     | 脚本     | 演出     | 関東地区 | 関西地区 |
| ------------- | ------------------------------------------------ | -------- | -------- | -------- | -------- |
| 2005年10月6日 | もう一つの最終回スペシャル〜電車男VSギター男！！ | 武藤将吾 | 武内英樹 | 15.6%    | 14.9%    |

### 完結編（2006年）
| 放送日        | サブタイトル            | 脚本     | 演出     | 関東地区 | 関西地区 |
| ------------- | ----------------------- | -------- | -------- | -------- | -------- |
| 2006年9月23日 | 電車男DELUXE 最後の聖戦 | 武藤将吾 | 武内英樹 | 26.7%    | 22.8%    |

- 「電車男DELUXE 最後の聖戦」は土曜プレミアムで放送した。

## 放送時間
- 木曜日 22:00 - 23:09 （第1話）
- 木曜日 22:30 - 23:24 （第2話）
- 木曜日 22:15 - 23:09 （第7話）
- 木曜日 22:00 - 22:54 （第3 - 6話、8 - 10話）
- 木曜日 22:00 - 23:24 （最終話、特別編）
- 2006年9月23日 21:00 - 23:09 （完結編）
  - 第2話はバレーボールワールドグランプリ中継延長のため、30分繰り下げ。
  - 第7話はプロ野球ナイター中継延長のため、15分繰り下げ。

## ソフトウェア
- テレビサントラ 電車男 - ソニーミュージックディストリビューション
- 電車男DVD-BOX - ポニーキャニオン

## その他
- 主役の伊藤は2006年放映されたオリックス自動車のCMに「新車男」なるキャラクターで出演していた。『電車男』本編とはもちろん無関係だが、「DELUXE」放送前後に流れていた（一部地域除く）。
- 完結篇の放送前には主役の伊藤自身が「IQサプリ」に番宣を兼ねて回答者として出演した。エルメス役の伊東美咲は出題者として出演（なお、その問題に伊藤は正解できなかった）。
- 青森県では本来「木曜劇場」は青森テレビで放映されるが、この作品と「恋におちたら〜僕の成功の秘密〜」の2作は例外的に青森放送で放映された。そのかわり同時期に放映された火9（「離婚弁護士II〜ハンサムウーマン〜」、「海猿」）はそれらと交換の形で青森テレビで放映された（「離婚弁護士」の第1シリーズ、「海猿」の映画版のテレビ放送が青森テレビで放映されたことなどから）。
- 2005年の「めちゃ×2イケてるッ!」・「フジTV警察24時」でこの年のスローガンは「逮捕キター!」でフジテレビ警察の岡村巡査部長と加藤・濱口巡査は掲示板をして「逮捕男」と名乗って「電車男」（テレビドラマ）でおなじみのネット系住民と掲示板で話して応援や励まされてそのネット系住民は岡村巡査部長の事を知っていたが……岡村巡査部長と加藤・濱口巡査とそのネット系住民は一緒に「タイホー! キターー!!」をしたらそのネット系住民が岡村巡査部長達に会いに来たというエピソード。
- 沙織が剛司の忘れものの封筒を東京ビッグサイトまで届けにいく際にタクシーを降りて走るシーンがあるが、そのシーンの一部にガンマイクを持った音声スタッフが左隅にわずかだが映り込んでいる。しかしそのシーンは掲示板の住民による会話とBGMのみで、実際の音声は使われていない。（第六話参照）
- テレビ版最終回ラストで沙織と剛司が東京駅で乗車した寝台列車は、『富士』（大分行き）と併結列車『はやぶさ』（熊本行き）で、列車の最後尾の車両に乗車している事を見ると『富士』に乗車していることがわかる（編成上の都合で最後尾が『富士』のテールマークが入るため）。ドラマ本編では『富士』のテールマークでなく『電車男』のテールマークであった。なお、『富士』と『はやぶさ』は2009年3月14日ダイヤ改正で廃止された。また、回想シーンでロケした駅・乗車した列車C11形蒸気機関車は、大井川鐵道である。
- ドラマ前半では剛司が緊張のあまり、沙織への電話や掲示板に書き込む際、声が上ずりどもるシーンが何度もあるが、吃音協会から抗議が殺到した[要出典]ため、ドラマ後半になるとそのような描写はなくなった。
- 完結編において、映画版はこのテレビドラマ版の出来事を元に映画化したというリンク設定が登場する。キャスティングは実際の映画版と全く同じ。そのため山田孝之が自分をモデルにした主人公を演じている映画版のポスターを見て、剛司が「俺あんなカッコよくないのに」とつぶやくシーンがある。
- 「夜明け前より瑠璃色な」や「らぶドル」などのギャルゲー作品のパッケージがドラマ中に出てきた。
- 1話で陣釜に書類を届ける場面でエルメスの会社の前を駆け抜けるシーンがある。その時柱の影にエルメスの後ろ姿も確認できる。
- 2006年1月2日・3日にはドラマの再放送と共に、裏番組の箱根駅伝に対抗した「電車男オタク駅伝」[注 11]という企画が組まれた。走行コースはお台場のフジテレビから秋葉原まで。駅伝の走者は劇中でネット住人役を演じた俳優やタレント20数名が務めた。「駅伝」の様子はドラマ合間に放送された。

## 月面兎兵器ミーナ
テレビドラマのオープニング、ならびに劇中に登場する架空のテレビアニメ。アニメ制作はGONZO。キャラクターデザインはokamaが担当。
“ミーナ”は作中の世界で放送されているアニメ（劇中劇）の主役キャラとしてアニメオタクたちに絶大な人気を誇っており、物語の主人公・電車男もミーナ（と、ミーナの声を当てている声優武田花梨）のファンである。劇中では電車男が苦境に立たされた際、自室などでミーナのフィギュアを抱きしめたり、話しかけるといった様子が散見される。このフィギュアは特注品であるため、制作費（発注費用）は一体40万円ほど。電車男を演じる伊藤淳史がフィギュアを抱きしめる演技で熱が入り、耳を折ってしまうハプニングNGがあった。幸いにも予備がもう一体用意されていたので撮影には支障がなかったが、その瞬間、伊藤は非常に焦り、血の気が引いたという（修理費用などの請求はなかった）。
また、自身がオタクであることを明かした電車男がフィギュアをヒロイン・エルメスにプレゼントするシーンもある。エルメスから拒絶され、Aちゃんねる（劇中における架空の巨大電子匿名掲示板、モデルは2ちゃんねる）から遠ざかっていた時も、ミーナとその声優の存在が大きな役割を果たした。
なお、同様（或いは同一）のフィギュアがエルメス役を演じた伊東美咲主演のフジテレビ系のドラマ「危険なアネキ」で小道具として使われている。
『電車男』オープニングでは、エレクトリック・ライト・オーケストラの楽曲『トワイライト』に乗せてミーナが電車の上に立ち、“アキバ”や宇宙を縦横無尽に飛び回るというシーンが出てくるが、これは1983年にDAICON FILMが「日本SF大会」のために制作・上映したアニメ『DAICON IV』のオープニングを原案としてGONZOが制作したオマージュである。
レギュラー放送終了後、2006年9月23日に放送されたスペシャル2時間ドラマ『電車男DELUXE 最後の聖戦』においては、このアニメに若干の補正（戦闘シーンの挿入）を施し、再度オープニングで流された。
ドラマ版の裏ページであった「裏電車」には、ストーリーのあらすじが公開されていた（現在は閉鎖されているため見ることは出来ない。ストーリーはアニメのものとは異なる）。
2007年1月からは、この劇中作を元にしたスピンオフ作品として連続テレビアニメがフジテレビとBSフジで放送された。制作会社とキャラクター原案はそのままだが、スタッフ・出演声優・設定やストーリーなど全てが一新された、本作とは別のオリジナル作品となっている。

### 軍団ミーナ
- 月城ミーナ（小出早織 ※劇中で「ミーナの声優」である武田花梨役）
  - シリアルナンバー：3254「ミーナ遊撃隊」所属。准尉。本編主人公。17歳。
- 玉虫ミーナ
  - シリアルナンバー：3021「軍団ミーナ」作戦参謀。少佐。
- 大月ミーナ
- 白鳥ミーナ
- 秋山ミーナ
- 霜月ミーナ
- 皐月ミーナ
- 如月ミーナ
- 師走ミーナ
- 水無月ミーナ
- 弥生ミーナ
- 葉月ミーナ

## 受賞歴
- 第46回ザテレビジョンドラマアカデミー賞[2]
  - 最優秀作品賞
  - 助演男優賞（伊藤淳史）
  - 助演女優賞（白石美帆）
  - 監督賞（武内英樹ほか）
  - 音楽賞（武内英樹）
  - タイトルバック賞（GONZO）
- 第15回TV LIFE年間ドラマ大賞 
  - 助演男優賞（伊藤淳史）[3]